# Bonte rupsvogel
De bonte rupsvogel (Coracina bicolor) is een zangvogel uit de familie Campephagidae (rupsvogels) die  endemisch is  op Sulawesi.

## Verspreiding en leefgebied
De bonte rupsvogel komt voor op Sulawesi en nabijgelegen eilanden zoals de Sangihe-eilanden, de Togian-eilanden, Buton en Muna. De vogel leeft in laaglandregenbos, met verspreid open plekken en struikgewas, tot op een hoogte van 900 m boven de zeespiegel of in mangrovebos. De vogel is schaars op het eiland Buton en verder zeldzaam.

## Status
De bonte rupsvogel is gebonden aan laaglandregenbos. Dit type leefgebied wordt bedreigd door houtkap en het omzetten van regenbos in landbouwgebied. De aantallen zijn waarschijnlijk sterk achteruitgegaan en daarom staat de bonte rupsvogel als gevoelig op de Rode Lijst van de IUCN.